# Croatiella integrifolia
Croatiella integrifolia (Madison) E.G.Gonç. – gatunek ziemnopączkowych roślin zielnych z monotypowego rodzaju Croatiella, z rodziny obrazkowatych, wyodrębniony w 2005 roku z rodzaju Asterostigma. Rośliny z tego gatunku zasiedlają las mglisty w dolinie rzeki Zamora, na wschodnim zboczu Andów we wschodnim Ekwadorze. Często występują wzdłuż dróg, na wysokości od 2800 do 3150 m. Holotyp został znaleziony w Ekwadorze, w prowincji Loja, 14 km na wschód od miasta Loja wzdłuż drogi prowadzącej do miasta Zamora, w niewielkim lesie mglistym na wysokości 2600 m n.p.m. Obecnie znajduje się w kolekcji Michaela Madisona (2942). Nazwa naukowa została utworzona na cześć Thomasa Bernarda Croata, specjalisty od roślin obrazkowatych, który opisał ponad 600 nowych gatunków w tej rodzinie.

## Morfologia
PokrójWiecznie zielona roślina zielna.
ŁodygaPodziemna bulwa pędowa, otoczona przez od 3 do 6 bulw towarzyszących, tworzących wydłużoną strukturę o długości od 3 do 7 cm i szerokości od 2 do 5 cm.
LiścieLiść właściwy pojedynczy, wzniesiony. Ogonek o długości od 21 do 100 cm i średnicy do 0,8 cm. Pochwa liściowa wyraźna, o długości do 20 cm. Blaszka liściowa sercowata, o papierowej fakturze i wymiarach 24-30×20–25 cm. Od żyłki głównej odchodzi pierzaście od 4 do 5 par żyłek pierwszorzędowych, schodzących się do nieregularnej i niewyraźnej żyłki marginesowej.
KwiatyRoślina jednopienna. Najprawdopodobniej pojedynczy kwiatostan, typu kolbiastego pseudancjum, wyrasta z pachwiny liścia na wzniesionej szypułce o długości od 18 do 40 cm. Pochwa kwiatostanu o wymiarach 12–13.5×2–4 cm, wzniesiona, podłużno-lancetowata, zielona, lekko modra po zewnętrznej stronie, w dolnej części płytko zwinięta, spiczasto zakończona. Kolba o długości do 6 cm. Kwiaty żeńskie ścieśnione, zajmują dolny odcinek kolby o długości od 1 do 3 cm, przyrośnięty do pochwy w ⅓ długości. Bezpośrednio po nich, na odcinku od 4 do 6 cm, następują kwiaty męskie, składające się z od 3 do 6 pręcików, zrośniętych w zaokrąglone synandrium o długości 1–1,5 mm. Kwiaty żeńskie otoczone są przez od 4 do 5 prątniczek, z mocno brodawkowatymi, czerwonawymi wierzchołkami. Zalążnia półkulista, 5-6-komorowa. Każda komora zawiera u podstawy pojedynczy, ortotropowy zalążek. Znamiona słupka 5-6-dzielne, o średnicy 2–2,5 mm, żółtozielone. Szyjka długości połowy zalążni. Główki pręcików zrośnięte całkowicie lub częściowo. Pylniki kuliste, otwierające się przez podłużną szczelinę w środkowej części. Pyłek bezotworowy, prosty (psilate), wydłużony.
OwoceNieznane.